# Jana Majunke
Jana Majunke, née le 21 août 1990 à Cottbus (Allemagne), est une coureuse cycliste handisport allemande concourant T2 pour les athlètes souffrant de diplégie spastique. Elle est double championne paralympique sur route aux Jeux de 2020.

## Biographie
Pour ses premiers Jeux en 2016, Majunke remporte une médaille de bronze sur la course sur route T1-2.
Aux Jeux paralympiques d'été de 2020, elle remporte la médaille d'or sur les deux courses sur lesquelles elle est engagée : sur le contre-la-montre T1-2 et sur la course sur route T1-2.

## Palmarès
- médaille d'or de la course sur route T1-2 aux Jeux paralympiques d'été de 2020 à Tokyo
- médaille d'or du contre-la-montre T1-2 aux Jeux paralympiques d'été de 2020 à Tokyo
- médaille d'or de la course sur route T1-2 aux Jeux paralympiques d'été de 2016 à Rio de Janeiro

### Championnats du monde
- médaille d'or de la course sur route T2 aux Championnats du monde 2009 à Bogogno
- médaille d'or du contre-la-montre T2 aux Championnats du monde 2009 à Bogogno
- médaille d'or du contre-la-montre T2 aux Championnats du monde 2010 à Baie-Comeau
- médaille d'or de la course sur route T2 aux Championnats du monde 2010 à Baie-Comeau
- médaille d'or du contre-la-montre T2 aux Championnats du monde 2021 à Cascais
- médaille d'argent de la course sur route T2 aux Championnats du monde 2017 à Pietermaritzburg
- médaille d'argent du contre-la-montre T2 aux Championnats du monde 2021 à Cascais
- médaille de bronze du contre-la-montre T2 aux Championnats du monde 2011 à Roskilde
- médaille de bronze de la course sur route T2 aux Championnats du monde 2011 à Roskilde
- médaille de bronze du contre-la-montre T2 aux Championnats du monde 2013 à Baie-Comeau
- médaille de bronze de la course sur route T2 aux Championnats du monde 2013 à Baie-Comeau
- médaille de bronze de la course sur route T2 aux Championnats du monde 2014 à Greenville
- médaille de bronze du contre-la-montre T2 aux Championnats du monde 2015 à Nottwil
- médaille de bronze de la course sur route T2 aux Championnats du monde 2015 à Nottwil
- médaille de bronze du contre-la-montre T2 aux Championnats du monde 2017 à Pietermaritzburg
- médaille de bronze du contre-la-montre T2 aux Championnats du monde 2018 à  Maniago
- médaille de bronze de la course sur route T2 aux Championnats du monde 2018 à  Maniago
- médaille de bronze de la course sur route T2 aux Championnats du monde 2019 à Emmen